# Партизан (Краснодарский край)
Партиза́н — хутор в Гулькевичском районе Краснодарского края России.
Входит в состав Скобелевского сельского поселения.

## Население
| 2002 | 2010 |
| ---- | ---- |
| 9    | ↘2   |

## Улицы
На хуторе имеется одна улица — Красных Партизан.